# Oswald-Balzer-Weg
Der Oswald-Balzer-Weg ist eine Panoramastraße in der polnischen Hohen Tatra und führt von Zakopane zum Bergsee Meerauge. Er wurde nach dem polnischen Professor der Rechtswissenschaft Oswald Balzer benannt, der sich um die Hohe Tatra verdient gemacht hat.
Zunächst verläuft die Panoramastraße unterhalb der Baumgrenze durch Jaszczurówka, Toporowa Cyrhla, Brzeziny (hier die Abzweigung zur PTTK-Berghütte Murowaniec auf die Hala Gąsienicowa), Zazadnia (Weg zum Marienheiligtum Wiktorówki), Wierchporoniec (Vereinigung mit der DK52 von der Alm Głodówka aus Bukowina Tatrzańska kommend). Weiter führt sie hinab in das Tal der Białka und führt entlang dem Fluss zur Alm Łysa Polana (unweit des Grenzübergangs zur Slowakei), weiter zum Wasserfall Wodogrzmoty Mickiewicza über eine Brücke von 1900 zum Meerauge. Der Abschnitt von der Alm Palenica Białczańska bis zum Meerauge ist für den Straßenverkehr gesperrt. Bis zur Alm Włosienica verkehren jedoch Pferdekutschen. Dieser Teil liegt bereits im Tatra-Nationalpark.
Der Panoramaweg wurde 1900 bis 1902 gebaut. In den 1930er Jahren fanden auf ihm Autorennen statt. In den Jahren 2008 bis 2009 wurde er nochmals saniert.